# Vi i Perstorp
Vi i Perstorp (ViP) är ett lokalt politiskt parti i Perstorps kommun.

## Historik
Vi i Perstorp bildades den 9 december 2021. Detta föregicks av det planerades att byggas en stor vindkraftspark i Perstorp. Partiledaren Lotta Wendt startade tillsammans med Anders Jelander en namninsamling för att öka skyddsavståndet, och med en stor opinion tvingade man kommunen att backa. Skyddsavståndet höjdes till sju gånger kraftverkets höjd, och planerna sköts på framtiden. Vid samma tid försökte kommunen även sälja ut det till hälften kommunalt ägda värmeverket. Lotta Wendt och Anders Jelander gjorde åter en namninsamling och samlade in underskrifter från 20 % av alla röstberättigade i kommunen.
I valet 2022 fick partiet 886 röster (21,71 %) och 7 mandat, och blev därmed största parti i kommunen. Efter valet lyckades partiet dock inte att hitta några andra partier sammarbeta med.

## Valresultat
| År   | Röster | %     | Mandat  |
| ---- | ------ | ----- | ------- |
| 2022 | 886    | 21,71 | 7 av 27 |